# Leymus ajanensis
Leymus ajanensis là một loài thực vật có hoa trong họ Hòa thảo. Loài này được (V.N.Vassil.) Tzvelev mô tả khoa học đầu tiên năm 1972.